# John Clinton Porter

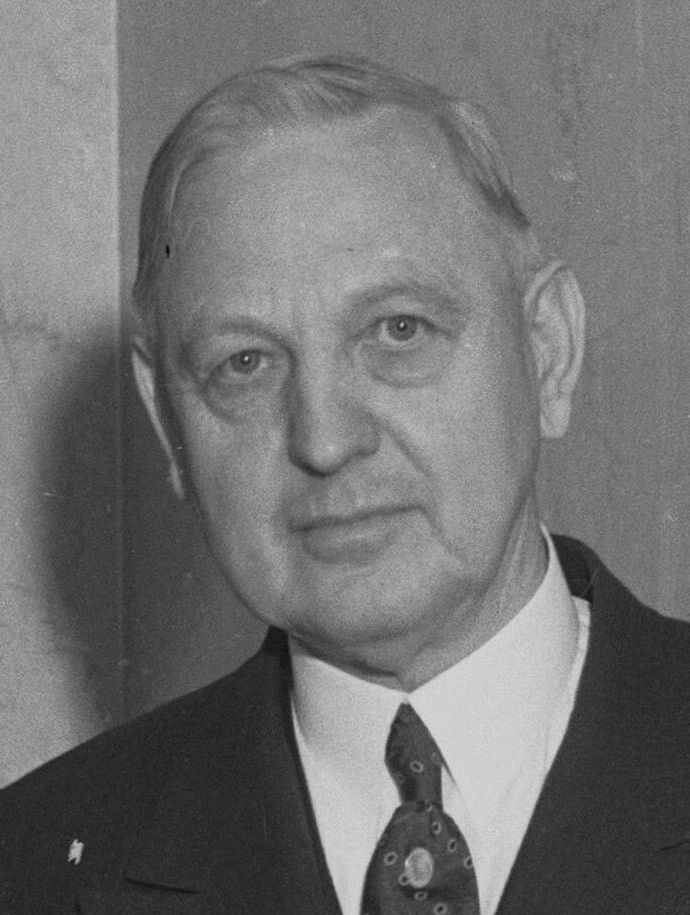
John Clinton Porter (1933)

John Clinton Porter (* 4. April 1871 in Leon, Decatur County, Iowa; † 27. Mai 1959 in Los Angeles, Kalifornien) war ein US-amerikanischer Politiker. Zwischen 1929 und 1933 war er Bürgermeister der Stadt Los Angeles.

## Werdegang
Im Alter von elf Jahren kam John Porter mit seinen Eltern nach Kalifornien. Er arbeitete später als Telegraphist und wurde dann Händler für Gebrauchtwagen. Dabei hatte er auch außerhalb von Los Angeles Verkaufsstellen. Gleichzeitig schlug er als Mitglied der Demokratischen Partei eine politische Laufbahn ein. Außerdem war er Mitglied im Ku-Klux-Klan. Im Jahr 1929 wurde er zum Bürgermeister der Stadt Los Angeles gewählt. Dieses Amt bekleidete er zwischen dem 1. Juli 1929 und dem 1. Juli 1933. Seine Amtszeit fiel in die Zeit der Weltwirtschaftskrise, die auch in Los Angeles ihre Spuren hinterließ und zu hoher Arbeitslosigkeit und vermehrter Armut in Teilen der Bevölkerung führte. Mit diesen Problemen musste sich Porter als Bürgermeister auseinandersetzen. 1932 fanden die Olympischen Spiele in Los Angeles statt. Im selben Jahr wurde mit dem Bau des Colorado River Aqueduct begonnen, mit dessen Hilfe die Wasserversorgung der Stadt verbessert werden sollte.
In der Bevölkerung der Stadt gab es damals eine starke Opposition gegen Porter, die diesem Unfähigkeit, Ineffizienz und mangelhafte Amtsführung vorwarf. Sie forderte erfolglos seine Absetzung durch eine vorgezogene Neuwahl. Im Jahr 1933 wurde Porter dann aber nicht wiedergewählt. 1941 bewarb er sich nochmals, aber erneut ohne Erfolg, um die Rückkehr in das Bürgermeisteramt. John Porter starb am 27. Mai 1959 in Los Angeles.